# 15673 Chetaev
15673 Chetaev è un asteroide areosecante. Scoperto nel 1978, presenta un'orbita caratterizzata da un semiasse maggiore pari a 2,2066129 au e da un'eccentricità di 0,2683989, inclinata di 5,36722° rispetto all'eclittica.
L'asteroide è dedicato al matematico russo Nikolaj Gur'evič Četaev.